# 歧管

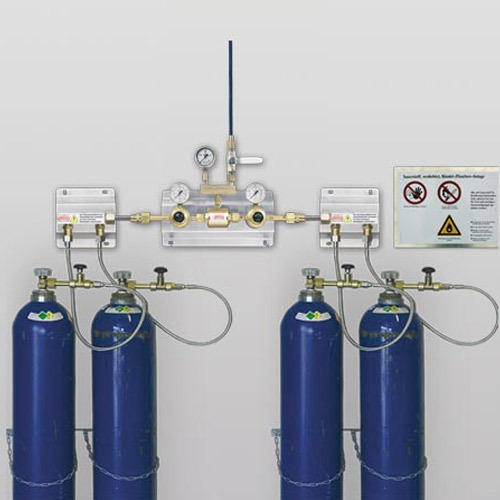
氣體歧管

在流體機械裏，歧管是許多相對較小的管道/通道匯流成較大管道/通道的交匯處。

## 歧管
工程中的歧管類型包括：
- 排氣歧管：一種引擎零件。將來自多個氣缸的廢氣匯集到一條管道中。
- 液壓歧管：用於調節液壓系統中工作流體流量的組件，從而達到控制致動器和泵之間的動力傳遞。
- 進氣歧管或入口歧管：是將空氣或燃料/空氣混合物導入進氣缸的引擎零件。
- 潛水歧管：用來連接兩個以上氣瓶的潛水裝備。
- 舒倫克線：一種用來控制氣體的化學儀器。
- 各類疏浚排泥管件。

在生物學中，歧管可見於：
- 心血管系统：血管歧管等
- 淋巴系统
- 呼吸系统

歧管也可見於：
- 管風琴